# NHK上市テレビ中継放送所
NHK上市テレビ中継放送所（エヌエイチケイかみいちテレビちゅうけいほうそうしょ）は、かつて富山県中新川郡上市町に置かれていたNHK富山放送局アナログテレビの中継局である。

## 概要
- 上市町折戸の笹尻山に置かれ、同町内などへ電波を発射していた。
- 富山県内では唯一のNHK単独のテレビ中継局であった[1]。
- 在富民放局は当地に中継局を置いていないため、富山本局などを受信している。デジタルテレビも同様となる。
- 2011年7月24日正午で通常の放送が終了、この日をもってすべて廃止された。なお、デジタルテレビ放送については非該当である。

## 送信施設概要
| 放送局名          | チャンネル | 空中線電力       | ERP                | 放送対象区域 | 放送区域内世帯数 | 開局年月   | 閉局年月日    |
| ----------------- | ---------- | ---------------- | ------------------ | ------------ | ---------------- | ---------- | ------------- |
| NHK富山総合テレビ | 40ch       | 映像1W/音声250mW | 映像4.2W/音声1.05W | 富山県       | 不明             | 1975年10月 | 2011年7月24日 |
| NHK富山教育テレビ | 42ch       | 映像1W/音声250mW | 映像4.2W/音声1.05W | 全国         | 不明             | 1975年10月 | 2011年7月24日 |